# دائرة عين مخلوف
عين مخلوف هي إحدى دوائر ولاية قالمة الجزائرية. تضم بلديات عين مخلوف و بلدية تاملوكة و بلدية عين العربي. تقع شمال شرقي البلاد تبعد عن عاصمة الولاية بحوالي 52 كيلو وتقع وسط سلسلة هضاب محيطة بها، وتوجد جبال قريبة منها مثل:(جبل ماونة) وأقرب الولايات إليها هي مدينة قالمة وولاية عنابة الساحلية وقسنطية وسوق اهراس.علاوة على طابعها الصناعي والفلاحي والرعوي والغابي الذي يعطيها موقعا اقتصاديا واستراتيجيا هاما في الجزائر، وتعتبر منطقة عين مخلوف منطقة زراعية ورعوية من الدرجة العالية، مزدهرة بتاريخ عريق، لكن ولكل أسف قل الاهتمام بهذه المنطقة خلال السنوات الأخيرة حيث حرمت وجردت من بعض المرافق التي كانت تتمتع بها من قبل وكانت في العهد الاستعماري تسمى ب(renier).
تضم بلديات :
- بلدية عين مخلوف
- بلدية عين العربي
- بلدية تاملوكة